# Susanna e i vecchioni (Artemisia Gentileschi Stamford)
Susanna e i vecchioni è un dipinto a olio su tela realizzato nel 1622 dalla pittrice italiana Artemisia Gentileschi. È custodito in una collezione privata di Stamford, in Inghilterra.
L'opera si ispira alla prima fase della pittura di Caravaggio tanto che la testa della fanciulla richiama il volto della Maddalena penitente, da lui realizzata precedentemente. Forti richiami si hanno anche nelle carni rosee e sode e nella luce chiara e diffusa, ma a differenza del Merisi l'opera viene caratterizzata da una teatralità più accentuata.
.

## Descrizione e stile
Susanna è la figura centrale dell'opera, pienamente illuminata. Sorpresa dai vecchioni si cerca di coprire con la propria candida camicia, forse simbolo della sua purezza. Il realismo con il quale è stata descritta la figura nuda della donna e il vigore della coscia granitica sono stati decisivi per attribuire l'opera ad Artemisia.
I due uomini, posti alla sua sinistra, sono ritratti in abiti nobili, come si nota dalle preziose damascature gialle e marroni o dall'intenso colore rosso di una tunica. Tratto distintivo dell'autrice è la composizione quasi legnosa delle mani dell'uomo più in alto, similmente dipinta in un suo precedente dipinto Ritratto di gonfaloniere.
L'opera si rivelò più impegnativa del previsto, tanto da costringere Artemisia ad alcune modifiche dal progetto iniziale, come la diversa composizione della fontana con putto sulla destra del quadro e la copertura di una figura con gli occhi chiusi sopra la testa della donna della quale si possono ancora intravedere delle tracce.